# Nigritomyia punctifrons
Nigritomyia punctifrons är en tvåvingeart som beskrevs av James 1969. Nigritomyia punctifrons ingår i släktet Nigritomyia och familjen vapenflugor.
Artens utbredningsområde är Filippinerna. Inga underarter finns listade i Catalogue of Life.